# Led Zeppelin II
Led Zeppelin II (також відомий під назвою The Brown Bomber) — другий студійний альбом британського рок-гурту Led Zeppelin, який вийшов 22 жовтня 1969 року під лейблом Atlantic Records. На цій платівці гурт продовжив розвивати ідеї, які були встановлено у дебютному альбомі, створивши таким чином альбом, який став ще успішнішим та впливовішим. Більшість фанатів вважає його найкращою роботою гурту.

## Запис
Альбом записувався у вільний час між напруженим концертним графіком протягом січня—серпня 1969 року. За цей період гурт здійснив три європейських та чотири північноамериканських тури. Кожна пісня була окремо записана, створена та зведена на різних студіях у Великої Британії та США. Деякі з тих студії були далекими від тогочасного нормального стану. Так, одна студія у Ванкувері мала восьмидоріжний пульт, який немав навіть роз'єму для навушників.
Led Zeppelin II став першим альбомом гурту, який записувався під керівництвом інженера Едді Крамера. До роботи з Led Zeppelin Крамер працював з Джимі Хендріксом. Ця робота вразила учасників гурту, особливо гітариста Джиммі Пейджа. Спеціаліст з Led Zeppelin Дейв Льюїс відмітив:
|  | Те, що альбом випущено з тріумфом, особливо це стосується якості звукозапису, який сьогодні слухається наче свіжий, здебільшого заслуга успішного альянсу Пейджа і Крамера в апаратній. |

Крамер і Пейдж сформували стійке партнерство, яке гарно видно у центральній частині пісні «Whole Lotta Love». Як сказав Крамер:
|  | Відомий мікс «Whole Lotta Love», де все з'їхало з глузду, це лише поєднання наших (моїх та Джиммі) кружлянь над маленьким пультом, де ми крутили кожну ручку, відому людині. |

## Музика
Записані треки показують, що музика гурту доволі сира, і розвивається як у виступаючого колективу. Це означає, що Led Zeppelin II значною мірою став шаблоном хард-року 1970-х років. Такі пісні як «Whole Lotta Love», «Heartbreaker», «The Lemon Song» та «Bring It On Home», які засновувалися на блюзі, стали класикою жанру, де гітарі рифи (замість вокалу чи тексту) визначають пісню та є її головною рисою. Такі аранжування та емфази були нетиповими для популярної музики тих часів. Таким чином, альбом має велике значення у розвитку рок-музику і є одним з предвісників хеві-металу, і надихав інших рок-виконавців, зокрема Van Halen та Guns N' Roses.
У Led Zeppelin II помітні експерименти з іншими музичними стилями та підходами, наприклад у легкій та голосній пісні «What Is and What Should Never Be» та «Ramble On» (яка супроводжується акустичною гітарою Пейджа). Або у баладі «Thank You», у якій помітно вплив популярної музики. Своєю містичною атмосферою «Ramble On» допомогла розвивати асоціації хард-року з фентезі, які вже використовували у психоделічному році. У текстах Роберта Планта дуже помітна його зацікавленість творчістю Дж. Р. Р. Толкіна. Кульмінацією розвитку цього напрямку стане четвертий, безіменний, альбом гурту (численні наступники квартету перенесуть цей вплив на вищий рівень). Інструментальна «Moby Dick» та барабанне соло Джона Бонама повна протилежність цій тематиці. Пізніше, ця композиція переростатиму у півгодинні а то й більше виступи під час концертів гурту.
Значний внесок до альбому зробив гітарист Джиммі Пейдж. Найяскравішим елементом альбому є гітарне соло Джиммі у композиції «Heartbreaker», яке потім намагалися відтворити більшість молодих гітаристів. Саме воно демонструє інтенсивну «музичну атаку» гурту. Також Пейдж відзначився як продюсер, особливо технікою розташування мікрофонів для запису барабанів у таких піснях як «Whole Lotta Love» та «Ramble On». Це був перший альбом гурту, у якому Пейдж використовував гітару Gibson Les Paul 1959 року, що надала композиціям особливого тону. Саме Джиммі зробив цю гітару популярною серед рок-виконавців.
Альбом відзначає особливо високий голос соліста Роберта Планта, який також показав себе як серйозний автор текстів. Його ім'я не було включено до списку авторів першого альбому, оскільки у той час діяв його контракт з CBS Records. Його внесок у такі треки як «What Is and What Should Never Be» та «Ramble On» стали напрямними для музикального майбутнього Led Zeppelin.
Пізніше Плант коментував, що лише під час запису другого альбому він став почувати себе як вдома на роботі у студії разом з іншими учасниками Led Zeppelin:
|  | Під час Led Zep I (1969), оскільки я був учасником запису, я думав, що піду (залишу гурт) куди завгодно. Весь цей час я почуав себе некомфортно, оскільки щодо мене було багато усних вимог — всі, які там були щодо Led Zeppelin. І я не отримував жодного задоволення від роботи, поки ми не почали другий альбом. |

## Конверт та платівка
Дизайн конверту був взятий з афіші Девіда Юніпера, якого гурт попрохав просто зробити «цікаву» ідею. Його дизайн засновувався на старій фотографії ескадрильї Jasta 11 Люфтваффе під час Першої світової війни, відомого Першого авіаційоного полку («Повітряний Цирк») під керівництвом Манфреда фон Ріхтгофена на прізвисько «Червоний Барон». Оригінальне зображення можна побачити тут (Німецькі повітряні сили використовували дирижаблі для бомбардування наземних сил ворога). Після того як зображення було перефарбовано, обличчя чотирьох учасників гурту було нанесено з промо-фотографії 1969 року. Так само обличчя менеджера гурту Пітера Ґранта та турового агента Річарда Коула потрапили на обкладинку. Жінка на обкладинці — це британська акторка Ґлініс Джонс, яка стала відомою завдяки ролі матері Мері Поппінс. Її поява на фото є каламбуром на ім'я звукоінженера альбому Ґліна Джонса. Інше обличчя на обкладинці — це американський блюзмен «Сліпий пес» Віллі Джонсон. Обкладинка містить контури дирижабля на коричневому фоні. Саме за це альбом прозвали «Brown Bomber» (укр. Коричневий бомбардувальник).

Зовнішній вигляд конверту
Внутрішня сторона конверту
Перша сторона платівки
Перша сторона платівки (друге видання)

У 1970 році альбом номінувався на премію Греммі за найкращу обкладинку.

## Видання, сприйняття та привітання
Альбом було випущено 22 жовтня 1969 року тиражем у 400 000 платівок. Компанія по просуванню альбому була побудована під гаслом «Led Zeppelin II — тепер летить». З комерційної точку зору, альбом став першим, який посів першу позицію у чартах США, тимчасово зайнявши місце бітлівського Abbey Road, де залишився на сім тижнів. У квітні 1970 року було зареєстровано більше мільйона проданих копій альбому лише у Сполучених Штатах, у той час як у Великій Британії він був у чарті 138 тижнів, і найвищого місця досяг у лютому 1970 року.
Альбом містив найбільший хіт Led Zeppelin — композицію «Whole Lotta Love». Пісня зайняла 4 сходинку у чарті Billboard Top 100 у січні 1970 року, коли Atlantic Records випустила скорочену версію пісні. Другим синглом стала «Living Loving Maid (She's Just a Woman)», яка зайняла 65 позицію у тому ж чарті, але у квітні 1970 року.
Комерційних успіх альбомові (так само як і дебютному) принесли звинувачення у плагіаті (наприклад, позови Віллі Діксона на авторство в «Whole Lotta Love»).
У 2000 році журнал Q [Архівовано 15 червня 2006 у Wayback Machine.] надав альбомові 37 сходинку у списку 100 найкращих британських альбомів всіх часів. У 2003 році альбом відзначено журналом Rolling Stone 75 позицією у списку 500 найкращих альбомів всіх часів.

## Список пісень

### Перша сторона
1. «Whole Lotta Love»[6] (Джон Бонам, Віллі Діксон, Джон Пол Джонс, Джиммі Пейдж, Роберт Плант) — 5:34
(укр. Безліч любові)
2. «What Is and What Should Never Be» (Пейдж, Плант) — 4:44
(укр. Те, що є і чого не має бути)
3. «The Lemon Song» (Бонам, Джонс, Пейдж, Плант) — 6:19
(укр. Пісня лимона)
4. «Thank You» (Пейдж, Плант) — 4:47
(укр. Дякую тобі)

### Друга сторона
1. «Heartbreaker» (Бонам, Джонс, Пейдж, Плант) — 4:14
(укр. Та, що розбиває серця)
2. «Living Loving Maid (She’s Just a Woman)» (Пейдж, Плант) — 2:39
(укр. Мила добра покоївка (Вона всього лиш жінка))
3. «Ramble On» (Пейдж, Плант) — 4:23
(укр. Тинятися)
4. «Moby Dick» (Бонам, Джонс, Пейдж) — 4:21
(укр. Мобі Дік)
5. «Bring It On Home»[6] (Діксон, Пейдж, Плант) — 4:20
(укр. Повернутися додому)

У деяких касетних версіях альбому змінено порядок пісень. Так, у деяких перша сторона завершується піснею «Heartbreaker», а друга сторона починається з «Thank You». В інших версіях «Heartbreaker» є другою доріжкою на першій стороні, а «What Is and What Should Never Be» друга композиція на другій стороні. Можливо, такі варіації були зроблені для того, щоб тривалість кожної сторони зробити приблизно рівною. На вінілових версіях перша сторона закінчується «Thank You», а друга з «Heartbreaker». Це відображено у списку вище, а також такий порядок пісень встановлений на всіх CD-версіях.
«Heartbreaker» та «Living Loving Maid (She’s Just a Woman)» так природно переходять одна в іншу, що більшість ді-джеїв (на незалежних радіостанціях, або тих, що грають класичний рок) прийнято за правило випускати в ефір обидві ці пісні. Коли слухачі чують закінчення першої композиції, вони очікують почути другу. Коли ж так не відбувається, то це викликає обурення у слухачів.
На оригінальних британських копіях Led Zeppelin II у списку пісень третьою є «Killing Floor», автором якої вказано Честера Бернетта (справжнє ім'я Хаулін Вульф). У той самий час в оригіналах на її місці «The Lemon Song» з авторством Led Zeppelin.

## Учасники запису

### Led Zeppelin
- Джиммі Пейдж — акустична гітара, електрогітара, бек-вокал, продюсер
- Роберт Плант — вокал, губна гармоніка
- Джон Пол Джонс — бас-гітара, орган, клавішні, бек-вокал
- Джон Бонам — ударні, бек-вокал
- Пітер Ґрант — продюсер

### Технічний персонал
- Едвін Крамер — звукооператор
- Джордж Шканц — інженер («Whole Lotta Love», «What Is and What Should Never Be»)
- Кріс Х'юстон — інженер («The Lemon Song», «Moby Dick»)
- Енді Джонс — інженер («Thank You»)

## Позиції у чартах

### Альбом
| Рік  | Чарт                                        | Позиція |
| ---- | ------------------------------------------- | ------- |
| 1969 | Billboard Популярні альбоми (Billboard 200) | 1       |

### Сингли
| Рік  | Сингл                                     | Чарт                                      | Позиція |
| ---- | ----------------------------------------- | ----------------------------------------- | ------- |
| 1969 | «Whole Lotta Love»                        | Billboard Pop Singles (Billboard Hot 100) | 4       |
| 1970 | «Living Loving Maid (She's Just a Woman)» | Billboard Pop Singles (Billboard Hot 100) | 65      |

## Продажі
| Контролер                                                 | Показник       | Продаж     |
| --------------------------------------------------------- | -------------- | ---------- |
| RIAA [Архівовано 10 лютого 2009 у Wayback Machine.] (США) | 12x Платиновий | 12 000 000 |